# You Never Give Me Your Money
«You Never Give Me Your Money» es una canción de The Beatles que abre el popurrí culminante en el lado B del álbum Abbey Road. Fue escrita por Paul McCartney aunque atribuida como Lennon/McCartney. McCartney se inspiró al escribir esta canción en los problemas económicos que transitaba la corporación de The Beatles, Apple Corps.

## Estructura
La canción empieza con dos versos cantados por McCartney en un sonido grande, casi al estilo clásico. Esto es seguido por una sección que se reproduce con McCartney y un estilo vocal más nasal, utilizando una voz tipo maqueta de barítono, que contrasta letras algo conmovedoras de la canción. Después viene un interludio instrumental con el rock agresivo de George Harrison, estilo-blues y una línea al unísono con la celebración entre la guitarra y el bajo. La canción se desvanece con una reminiscencia del canto de una canción infantil, se establece en un riff de guitarra de Harrison similar a una canción anterior del álbum, "Here Comes the Sun" (a su vez basado en una composición anterior de Harrison/Eric Clapton, "Badge"). El riff se vuelve a utilizar más adelante en la pista de la mezcla de "Carry That Weight".

## Grabación
The Beatles grabaron 26 tomas de "You Never Give Me Your Money", el 6 de mayo de 1969, con McCartney en el piano y las voces, Lennon y Harrison en la guitarra y Starr en la batería. En esta fase inicial de la canción terminó abruptamente antes de que la "one two three four five six seven" se abstengan. 
El 1 de julio McCartney montó la voz a en la toma 30, y agregó más voces y campanas el 15 de julio. 
"You Never Give Me Your Money" iba originalmente a enlazarse con "Sun King" con una nota de órganos de largo. Se grabó junto con más voces el 30 de julio, pero fueron desechadas al día siguiente, cuando McCartney terminó la canción, añadiendo el sonido del bajo y el piano.
La canción se une a Sun King con sonidos de grillo en cuanto esta canción finaliza.

## Personal[2]
- Paul McCartney: voz líder, coros, pianos (Steinway Grand y Challen “Jangle Box” upright), bajo (Rickenbacker 4001s), campanillas de viento y loops de cinta.
- John Lennon: guitarra principal (Epiphone Casino) y coros.
- George Harrison: guitarra principal (Gibson Les Paul Standard) y coros.
- Ringo Starr: batería (Ludwig Hollywood Maple) y pandereta.

## Versiones
En 1976, Will Malone & Lou Reizner hicieron un cover de la canción para el documental musical de transición, All This and World War II. 
Tenacious D incluye regularmente esta canción en sus presentaciones en vivo como un "Beatles Medley".